# Lopharthrum
Lopharthrum là một chi bướm đêm thuộc họ Erebidae.